# PSL(2,7)
У математиці проєктивна спеціальна лінійна група PSL(2,7) (ізоморфна GL(3,2)) — скінченна проста група, що має важливі застосування в алгебрі, геометрії та теорії чисел. Вона є групою автоморфізмів квартики Кляйна, а також групою симетрії площини Фано. Маючи 168 елементів, PSL(2,7) є другою за величиною з найменших неабелевих простих груп (першою є знакозмінна група A5, яка має 60 елементів — група обертань ікосаедричної симетрії).

## Визначення
Повна лінійна група GL(2,7) складається з усіх оборотних 2×2-матриць над F7, скінченним полем із семи елементів, тобто таких, що мають ненульові визначники. Підгрупа SL(2,7) складається з усіх матриць з одиничним визначником. Таким чином, PSL(2,7) — фактор-група: SL(2,7)/{I, −I},
отримана ототожненням I та -I, де I — одинична матриця. У цій статті ми маємо на увазі під G будь-яку групу, ізоморфну PSL(2,7).

## Властивості
G = PSL(2,7) має 168 елементів. Це можна побачити, полічивши можливі стовпці. Є 72 − 1 = 48 можливих перших стовпців, 72 − 7 = 42 можливих других стовпців. Щоб досягти рівності визначника одиниці, слід поділити на 7 − 1 = 6, а потім поділити на 2, щоб ототожнити I та −I. Результат дорівнює (48×42)/(6×2) = 168.
Загальновідомо, що PSL(n,q) є простою для n, q ≥ 2 (де q — певний степінь простого числа), якщо не (n,q) = (2,2) або (2,3). PSL(2,2) ізоморфна симетричній групі S3 і PSL(2,3) ізоморфна знакозмінній групі A4. Фактично, PSL(2,7) є другою за величиною з неабелевих простих груп після знакозмінної групи A5 = PSL(2,5) = PSL(2,4).
Число класів спряженості та кількість незвідних представлень дорівнює 6. Число класів дорівнює 1, 21, 42, 56, 24, 24. Розмірності незвідних подань дорівнюють 1, 3, 3, 6, 7, 8.
Таблиця характерів
{\displaystyle {\begin{array}{r|cccccc}&1A_{1}&2A_{21}&4A_{42}&3A_{56}&7A_{24}&7B_{24}\\\hline \chi _{1}&1&1&1&1&1&1\\\chi _{2}&3&-1&1&0&\sigma &{\bar {\sigma }}\\\chi _{3}&3&-1&1&0&{\bar {\sigma }}&\sigma \\\chi _{4}&6&2&0&0&-1&-1\\\chi _{5}&7&-1&-1&1&0&0\\\chi _{6}&8&0&0&-1&1&1\\\end{array}},}
де:
{\displaystyle \sigma ={\frac {-1+i{\sqrt {7}}}{2}}.}
Нижче в таблиці описано класи спряженості в термінах порядку елементів у класах, числа класів, мінімальний многочлен усіх представлень у GL(3,2) та запис функції для представлення в PSL(2,7).
| Порядок | Розмір | Мінімальний многочлен | Функція |
| ------- | ------ | --------------------- | ------- |
| 1       | 1      | x+1                   | x       |
| 2       | 21     | x2+1                  | −1/x    |
| 3       | 56     | x3+1                  | 2x      |
| 4       | 42     | x3+x2+x+1             | 1/(3−x) |
| 7       | 24     | x3+x+1                | x+1     |
| 7       | 24     | x3+x2+1               | x+3     |

Порядок групи дорівнює 168 = 3·7·8, звідки випливає існування підгруп Силова порядків 3, 7 і 8. Легко описати перші дві — вони циклічні, оскільки будь-яка група з простим порядком циклічна. Будь-який елемент класу спряженості 3A56 утворює силовську 3-підгрупу. Будь-який елемент класів спряженості 7A24, 7B24 утворює силовську 7-підгрупу. Силовська 2-підгрупа є діедральною групою порядку 8. Її можна описати як централізатор будь-якого елемента класу спряженості 2A21. У поданні GL(3,2) силовська 2-підгрупа складається з верхніх трикутних матриць.
Ця група та її силовська 2-підгрупа дають контрприклад для різних теорем про нормальне p-доповнення для p = 2.

## Дії на проєктивні простори
G=PSL(2,7) діє за допомогою дробово-лінійного перетворення на проєктивну пряму P1(7) над полем зі 7 елементів: Для {\displaystyle \gamma ={\begin{pmatrix}a&b\\c&d\end{pmatrix}}\in {\mbox{PSL(2, 7)}}} і {\displaystyle x\in \mathbf {P} ^{1}(7),\ \gamma \cdot x={\frac {ax+b}{cx+d}}}
Кожен автоморфізм прямої P1(7), що зберігає орієнтацію, виходить таким способом, а тоді, G=PSL(2,7) можна розуміти геометрично як групу симетрій проєктивної прямої P1(7). Повна група можливих автоморфізмів, що зберігають орієнтацію, є розширенням порядку 2 групи PGL(2,7) і група колінеацій проєктивної прямої є повною симетричною групою точок.
Однак PSL(2, 7) також ізоморфна групі PSL(3,2) (= SL(3,2) = GL(3,2)), спеціальній (загальній) лінійній групі 3×3 матриць над полем із 2 елементами. Подібно G = PSL(3,2) діє на проєктивну площину P2(2) над полем з 2 елементами, відому також як площина Фано: Для {\displaystyle \gamma ={\begin{pmatrix}a&b&c\\d&e&f\\g&h&i\end{pmatrix}}\in {\mbox{PSL}}(3,2)} і {\displaystyle \mathbf {x} ={\begin{pmatrix}x\\y\\z\end{pmatrix}}\in \mathbf {P} ^{2}(2),\ \gamma \ \cdot \ \mathbf {x} ={\begin{pmatrix}ax+by+cz\\dx+ey+fz\\gx+hy+iz\end{pmatrix}}}
Знову в такий спосіб виходить будь-який автоморфізм P2(2), тоді G = PSL(3,2) можна геометрично розуміти як групу симетрії цієї проєктивної площини. Площину Фано можна описати як добуток октоніонів.

## Симетрії квартики Кляйна
Квартика Кляйна — проєктивний многовид над комплексними числами C, визначений многочленом четвертого степеня
x3y + y3z + z3x = 0.

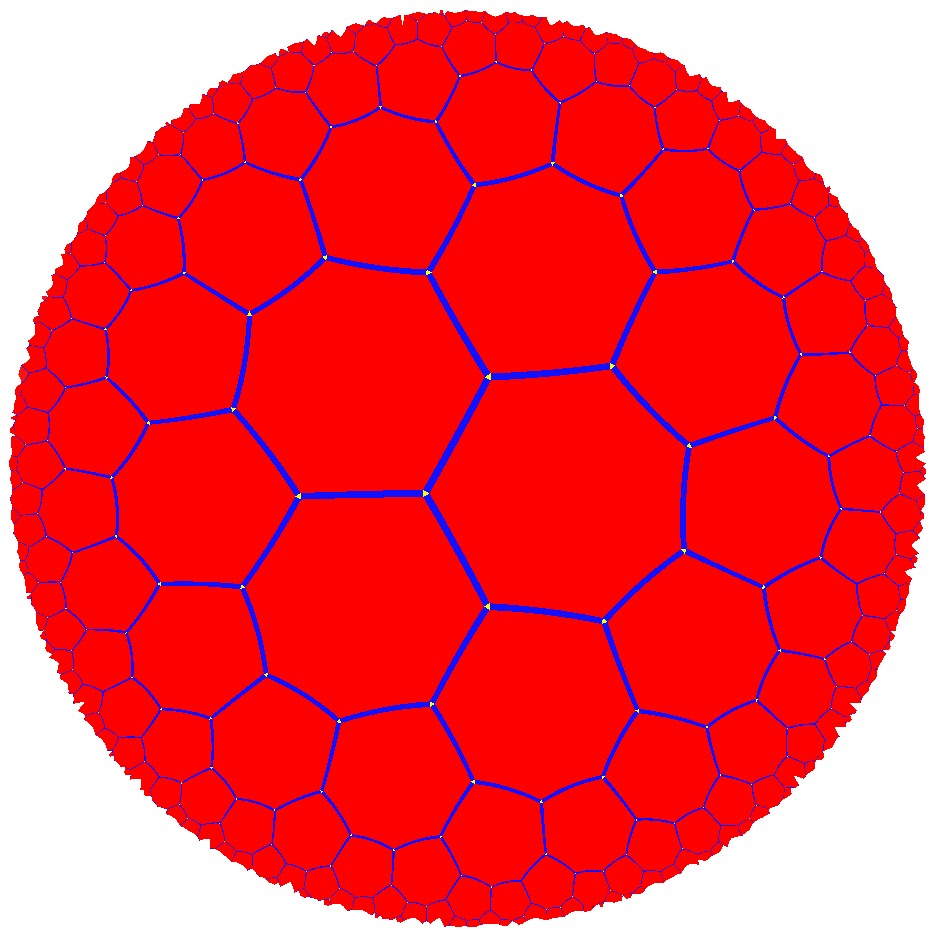
можна реалізувати як фактор-простір семикутної мозаїки порядку 3

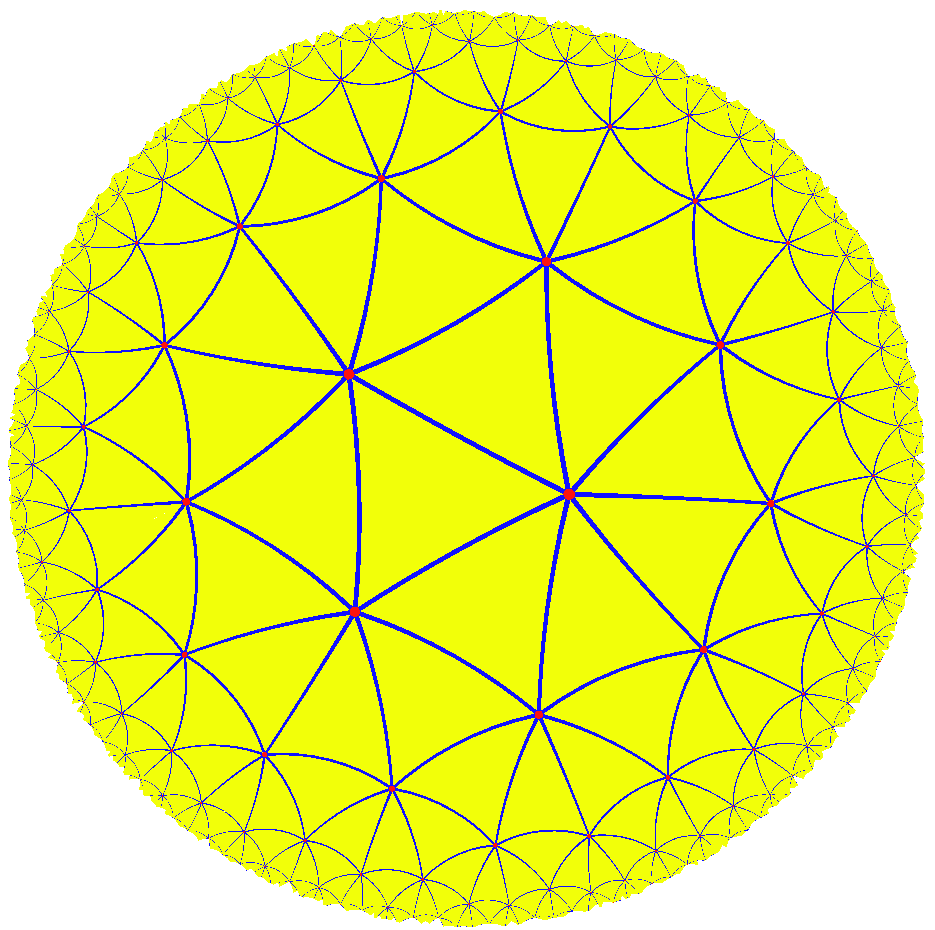
можна також реалізувати як фактор-простір семикутної мозаїки порядку 3

Він є компактною рімановою поверхнею роду g = 3 і є єдиною такою поверхнею, для якої розмір конформної групи автоморфізмів досягає максимуму 84(g−1). Ця межа виникає внаслідок теореми Гурвіца про автоморфізми, яка виконується для всіх g>1. Такі «поверхні Гурвіца» рідкісні. Наступний рід, для якого така поверхня існує, це g=7, а наступний після нього — g=14.
Як і для всіх поверхонь Гурвіца, квартикам Кляйна можна задати метрику сталої від'ємної кривини і потім замостити правильними (гіперболічними) семикутниками, як фактор-простір семикутної мозаїки порядку 3. Для квартики Кляйна це дає мозаїку з 24 семикутників. Двоїсто, її можна замостити 56 рівносторонніми трикутниками з 24 вершинами, кожна 7-го порядку, як фактор-простір трикутної мозаїки порядку 7.
Квартика Кляйна виникає в багатьох галузях математики, таких як теорія представлень, теорія гомологій, множення октоніонів, велика теорема Ферма.

## Група Матьє
PSL(2,7) є максимальною підгрупою групи Матьє M21. Групи Матьє M21 і M24 можна побудувати як розширення PSL(2,7). Ці розширення можна інтерпретувати в термінах мозаїк квартики Кляйна, але не можна реалізувати геометричними симетріями мозаїк.

## Дії групи
PSL(2, 7) діє на різні множини:
- Якщо інтерпретувати її як лінійні автоморфізми проєктивної прямої над F7, вона діє 2-транзитивно на множину з 8 точок зі стабілізатором порядку 3. (PGL(2,7) діє строго 3-транзитивно з тривіальним стабілізатором.)
- Якщо інтерпретувати її як автоморфізми мозаїки квартики Кляйна, вона діє транзитивно на 24 вершини (або, двоїсто, на 24 семикутники) зі стабілізатором порядку 7 (що відповідає обертанню навколо вершини/семикутника).
- Якщо інтерпретувати її як підгрупу групи Матьє M21, що діє 21 точку, вона діє транзитивно на 21 точку.